# Aminias
Aminias (Grieks: Αμεινίας) was een oud-Grieks pythagoreïsch filosoof uit de 6e eeuw v.Chr.
Diogenes Laërtius beweert dat Parmenides, die oorspronkelijk een leerling van Xenophanes was, uiteindelijk besloot om geen volgeling te worden van Xenophanes, maar van Aminias. Het zou ook Aminias geweest zijn die Parmenides uiteindelijk aangespoord heeft om te kiezen voor het rustige leven van een filosoof. Diogenes meldt ook dat Parmenides na de dood van Aminias een graftombe bouwde als hulde aan zijn overleden vriend. 
Over het werk van Aminias is weinig bekend. Diogenes Laërtius vermeldt wel in zijn werk dat Chrysippos een traktaat schreef over zijn opvattingen met betrekking tot disjunctieve oordelen.
Aminias was de zoon van Diochetas, maar had zelf ook een zoon, Diodorus van Iasos, die een leerling was van Apollonius Cronus.
De filosoof Aminias moet niet verward worden met de gelijknamige archont van Athene ten tijde van Plato.